# Illes Pelàgiques

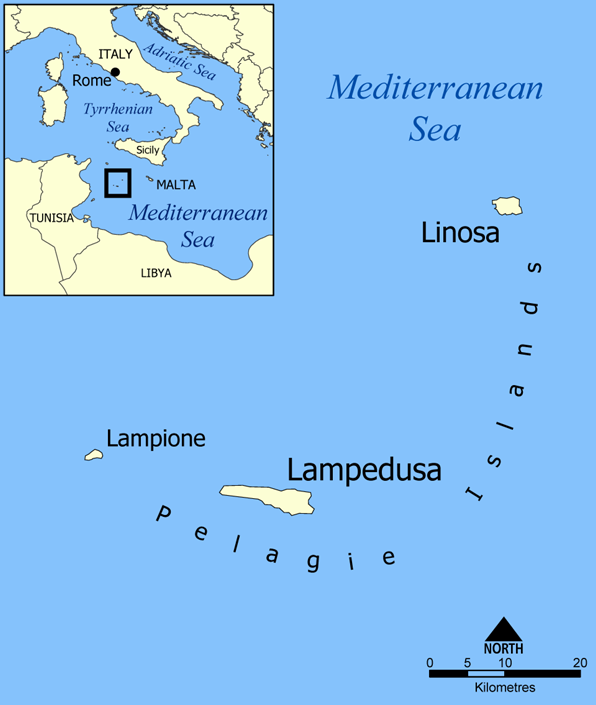
Mapa de situació

Les illes Pelàgiques són un grup de tres illes al sud d'Itàlia, entre la costa de Tunísia i Sicília, format per les illes de Lampedusa (la més gran), la de Lampione, i la de Linosa. Forman part de la regió de Sicília i de la província d'Agrigent. Tenen en total uns 27 km² i uns 7.500 habitants.